# Divizia Secundă Belgiană
A doua Divizie Belgiană a fost cea de-a doua competiție fotbalistică ca valoare din Belgia, după Prima Ligă Belgiană. A fost creat de Sistemul Belgian de Fotbal în 1909 și a fost desființat în 2016 pentru a fi înlocuit de Prima Divizie B a Belgiei.

## Foste câștigătoare
| Sezon   | Campioană    | Vice-campioană    | Câștigătoarea play-offului |
| ------- | ------------ | ----------------- | -------------------------- |
| 2011–12 | Charleroi    | Waasland-Beveren  | Waasland-Beveren           |
| 2012–13 | Oostende     | Mouscron-Péruwelz | Cercle Brugge              |
| 2013–14 | Westerlo     | Eupen             | Mouscron-Péruwelz          |
| 2014–15 | Sint-Truiden | Lommel United     | OH Leuven                  |
| 2015–16 | WS Brussels  | Eupen             | No playoff                 |